# Пати Дјук
Пати Дјук или Ана Мари Дјук (14. децембар 1946 — 29. март 2016) била је америчка филмска, телевизијска и позоришна глумица. Постала је препознатљива након што је као шеснаестогодишња тинејџерка освојила Оскара за најбољу споредну улогу 1962. године у остварењу Чудотворка (The Miracle Worker) у којем тумачи лик Хелен Келер. Захваљујући добрим критикама, улогу је наставила да игра на Бродвеју. Наредне године Пати добија свој хумористички шоу The Patty Duke Show у којем је глумила идентичне рођаке из Њујорка. Касније је добијала улоге са озбиљнијим карактерима као што је Нили О'Хара у филму Долина лутака.
Током своје каријере Пати је била десет пута номинована за награду Еми, од којих је освојила три. Такође, двоструки је добитник Златног глобуса. Била је намлађа добитница Оскара у дотадашњој историји америчке Академије филмских уметности и наука. У периоду од 1985. до 1988. године била је председник Удружења филмских глумаца.
Пати Дјук је 1982. године дијагносикован биполарни поремећај, након чега је глумица постала активисткиња у образовању јавности о питањима менталног здравља.

## Биографија
Ана Мари Дјук је рођена у Њутауну у њујоршкој области Квинс, као најмлађа од троје деце Франсис Маргарете и Џона Парика. Њена мајка била је касирка а отиц таксиста ирског порекла.

### Детињство
Дјук, њена сестра Карол и брат Рејмонд имали су тешко детињство. Њихов отац био је алкохоличар а мајка је патила од клиничке депресије услед које је била склона насиљу. У њеној сетој години, Маргарет је присилила Џона да напусти породични дом, а две године касније запала је за око менаџерима Џону и Етилу Росу који су трагали за дечијом глумицом. Росове методе за вођење Дјукине каријере били су бескрупулозни и експлоатативни. Често су лагали о њеним годинама, чинећи је млађом него што јесте и подметали лажна документа. Давали су јој разне лекове и алкохол узимајући велике хонораре за њен рад, од којих је она добијала тек мали део. Поред тога, Рос је наредио и промену имена у Пати, рекавши да је Ана Мари умрла и надајићи се тако да ће Пети Дјук поновити успех глумице Пети Макормак.
Када је напунила 18 година, Ана је успела да раскине уговоре са Росом али је задржала име Пети по којем је већ изградила велику глумачку каријеру.

### Каснији живот
Ана се удавала четири пута и родила је три детета. Њен први брак био је са тринаест година старијим режисером Харијем 1965. године. У том браку Ана је постала анорексична и са честим променама расположења због којег се више пута предозирала лековима. Четири године касније, пар се развео. Током 1970. године Ана је водила буран живот. У исто време била је у љубавној вези са Десијем Анезом, седамнаестогодишњом ТВ звездом, тринаест година старијим глумцем Џоном Астином и рок промотером Мајкл Телом. У јуну је сазнала да је остала трудна са Мајклом и пар се узео неколико дана касније. Тринаест дана касније покренут је бракоразводни процес. Ана је касније у својој биографији потврдила да тај брак није функционисао и „није конзумиран“ и да су се узели само због детета (Шон Астин), за које се касније испоставило да није Мајклово већ Астиново али да је она увек веровала да је Анезово. Каснија биолошка тестирања показала су да је Астинов отац заправо Тел.
Ана и Џон Астин су се узели аугуста 1972. године. Астин је усвојио њеног сина а Ана његово троје деце. Пар је касније добио сопствено дете, сина Мекензија. Годину дана касније Ана је свом професионално имену додала презиме Астин и почела да се представља као Пати Дјук Астин. Развели су се 1985. године.
Године 1986. Ана се удала за Мајкла Пирса. Пар се преселио у Хејден, град у америчкој савезној држави Ајдахо и усвојили су Кевина који је рођен 1988. године. Од њиховог венчања па све до њене смрти Ана је користила име Ана Дјук Пирс. Преминула је 29. марта 2016. године у 69 години живота.

## Заговорник менталног здравља
У својој аутобиографији објављеној 1987. године, Ана је октрила да јој је пред крај брака са Џоном постављена дијагноза маничне депресије, постајући тако једна од првих јавних личности која је говорила о личнним искуствима са болестима менталног здравља. Њено лечење, које је укључивало и литијум као лек, стабилизовало ју је и Ана је постала активисткиња говорећи о многим узроцима менталних болести. Лобирала је код Конгреса САД и заједно је са Државним институтима за ментално здравље и менталне болести радила на подизању свести јавности и прикупљању новца за истраживање болести и помоћ оболелима. Била је гост Опре Винфри у њеном шоу где је говорила о својој болести.

## Награде и признања
За свој допринос у филмској уметности, Ана је 17. августа 2004. године добила звезду на Холивудској стази славних. На свој 61. рођендан, 14. децембра 2007. године добила је почасни докторат Универзитета у Северној Флориди за рад на унапређењу свести о питањима менталног здравља. Почасни докторат за иста залагања добила је и 6. марта 2010. године на Универзитету у Мериленду.

## Мемоари
Поред глумачке и певачке каријере, Ана се бавила и писањем. Издала је три књиге: аутобиографију Call Me Anna 1987. године, Brilliant Madness: Living with Manic Depressive Illness 1992. године и In The Presence of Greatness - My Sixty Year Journey as an Actress. Трећа књига, коју сачињавају есеји о искуствима глумице са другим познатим личностима, написана у сарадњи са Вилијамом Јанковски објављена је постхумано фебруара 2018. године.